# ハンス・バウアー (セム学者)
ハンス・バウアー（Hans Bauer、1878年1月16日 - 1937年3月6日）は、ドイツのセム語研究者。ウガリット文字を最初に解読した人物として特に知られる。

## 経歴
1878年、オーバーフランケンのグラースマンスドルフに生まれた。バウアーはカトリック教徒であり、ローマのグレゴリアン大学で神学を学び、1903年に司祭に叙階された後、バンベルクの病院に勤務した。一方で、1906年からベルリン大学、ライプツィヒ大学でセム語を学び、1910年にセム語の時制に関する論文でベルリン大学の博士の学位を取得した。1911年にはシリアとエジプトを訪れて研究を行った。
1912年にハレ大学の教授資格を取得し、間もなくプロテスタントに改宗した。第一次世界大戦に従軍した後、1922年にハレ大学のセム語比較言語学とイスラム学の教授に就任した。1937年にハレで没した。

## 研究内容・業績

### 碑文の解読
1918年、バウアーは原シナイ文字に関する著書『新発見のシナイ文字の解読とセム語アルファベットの形成について』を発表した。
- Zur Entzifferung der neuentdeckten Sinaischrift und zur Entstehung des semitischen Alphabets. Max Niemeyer. (1918)

1929年、フランスの考古調査団はシリアのラス・シャムラでウガリットの遺跡を発掘し、未知の文字で書かれた多数の粘土板を発見した。調査局長であったシャルル・ヴィロローは1929年9月に報告を行い、同報告は1930年4月に17ページにわたる模写の図版とともに公刊された。この図版を利用して、バウアーは解読に大筋で成功したことを4月のうちに報告した。6月には『フォス新聞』の附録に解読を発表し、8月には学術雑誌に解読の方法を報告した。
- “Die Entzifferung einer neuen Keilschrift”. Vossische Zeitung. (1930-06-04).
- “Die Entzifferung der Keilschrifttafeln von Ras Schamra”. Forschungen und Fortschritte 6:  306-307. (1930).

バウアーは文書に単語の区切りがあることに注目し、1語が多く3-4字から構成されること、接頭辞・接尾辞らしきものが見られることに気づいた。これはセム語的な特徴であったので、文書がセム語であると仮定した。フェニキア語のような西部セム語では接頭辞・接尾辞・1字語に出てくる文字は範囲が決まっており、それを文書と比較することで、まず w m n t にあたる文字を抽出した。ついで固有名詞の前にあらわれる接頭辞を「……に」を意味する l と考え、そこから頻度が高いであろう mlk（王）、bn（子）、数詞などにあたる文字列を検索することで他の字の音価を定めていった。このようにして、2言語文書が存在しなかったにもかかわらず、バウアーは26-27種類あるウガリット文字のうち20種類に音をあてはめることができた。
フランスのエドゥアール・ドルムは『フォス新聞』の記事を読んでバウアーの誤りを補正し、同年バウアーが出版した著書にはこの補正を付加することができた。同年10月には改訂版の解読を発表した。
- Entzifferung des Keilschrifttafeln von Ras Schamra. Max Niemeyer. (1930)
- “Zum Alpabet von Ras Schamra”. Orientalistische Literaturzeitung:  1062-1063. (1930).

ヴィロローは1930年10月に、新出の資料をも用いて自ら解読を発表し、これはバウアーのものより優れていたが、ヴィロローがバウアーとは独立に自力で解読したように主張したため、多少の争いが生じた。
バウアーは1932年の著書『ラス・シャムラのアルファベット』で解読の経緯を詳しく記した。
- Das Alphabet von Ras Schamra. Max Niemeyer. (1932)

## 他の主な著書
碑文研究のほかに、ヘブライ語と聖書アラム語の文法書を出版した。またガザーリーの翻訳がある。
- Die Dogmatik al-Ghazālī's. Buchdruckerei des Waisenhauses. (1912)
- Islamische Ethik. Max Niemeyer. (1916-1922) 巻1 巻2 巻3（ガザーリーの翻訳）
- Historische Grammatik der hebräischen Sprache des Alten Testamentes. Max Niemeyer. (1922)（旧約聖書ヘブライ語歴史文法、Pontus Leander と共著）
- Grammatik des Biblisch-Aramäischen. Max Niemeyer. (1927)（聖書アラム語文法、Pontus Leander と共著）
- Der Ursprung des Alphabets. Leipzig: J.C. Hinrichs. (1937)（アルファベットの起源、没後に出版）